# 콘트라 반군

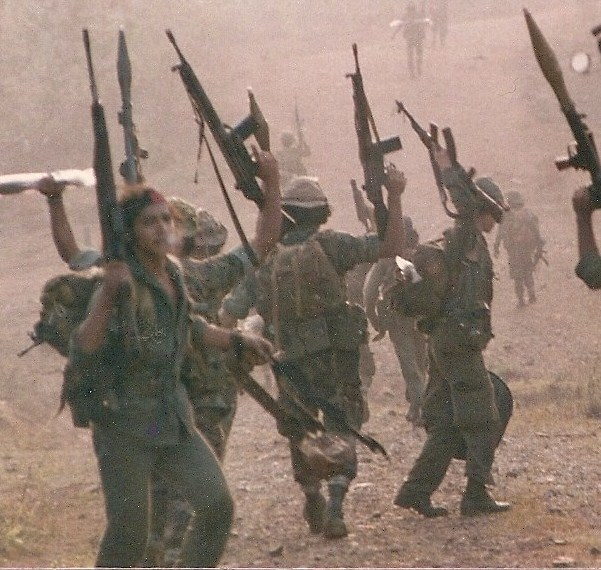
1987년 콘트라 반군

콘트라(contras)는 중미 니카라과의 친미, 반정부 민병대(미리 치아)의 통칭이다. 이 말은 1979년부터 1990년대 초반까지 집권했던 나카라과의 산디니스타 민족해방전선 정부에 반대하는 여러 반란군 집단에게 주어진 호칭이다. 분리된 여러 콘트라 집단으로 그 당시까지는 ‘니카라과 민주 군대’(Nicaraguan Democratic Force, FDN)가 가장 규모가 큰 세력으로 등장했다. 1987년에 실질적으로 모든 콘트라 조직들이 ‘니카라과 레지스탕스’(Nicaraguan Resistance)로 통합되었다.
초기단계부터 이들 반군은 미국 정부로부터 군사적, 재정적 지원을 받았으며, 초기에는 당시 아르헨티나의 독재자에게 부속된 집단이었다. 미국의 원조가 의회에 의해 중단된 후에도 레이건 행정부는 콘트라에 대한 원조를 암암리에 했다.
콘트라(contra)라는 용어는 ‘-에 반대’(against)라는 뜻의 스페인어의 접두사이고, 영어에서는 counter에 해당된다. 일부 반란군들은 부정적인 용어로, 옛 질서의 회복에 대한 열망을 암시하고 있다고 해서 콘트라라고 불리는 것을 싫어했다. 반란군들은 그들 자신을 ‘코만도스’(comandos)나 ‘로스프리모스’(los primos, 사촌들이라는 의미)라고 불렀다. 1980년 중반부터 레이건 행정부와 반군은 그 운동을 ‘민주적 저항운동’(democratic resistance)이라고 부르고자 했으며, 반군들은 그들을 레지스탕시아(resistencia)라고 설명하기 시작했다.

## 개요
이 말이 유명해진 것은 1979년의 산디니스타 혁명 정권이 발족하자 우려를 표하던 당시 미국의 레이건 대통령과 공화당 정권은 활동 자금을 제공해서 반정부 민병대 활동 (사실상 용병 )을 지원한 것 때문이었다. 혁명에 의해 세워진 산디니스타 민족해방전선(FSLN) 정권에 대해 반혁명(스페인어로 "contra-revolución")의 편에 섰기 때문에 ‘콘트라’라고 불리게 된 것이다.
콘트라는 세 파로 갈라져 활동한 반대파로 ‘니카라과 민병대’를 당시 니카라과 정부가 총칭한 것이다.
처음 결성된 가장 규모가 큰 조직은 ‘니카라과 민주 군대’(Nicaraguan Democratic Force, FDN)로서, 소모사 군이 주체인 단순한 용병 부대였다. 온두라스를 비공식적 기지로 삼아 서쪽에서 월경하여 니카라과 정부를 공격했으며, 수백 명의 병력에서 시작된 것이 미국의 원조를 받아 전성기에는 15,000명의 병력에 도달했다. 파나마 군과 아르헨티나 육군, 이스라엘 방위군 등지에서 훈련을 받았고, 온두라스 군과 온두라스 주재 미국 육군, 미국 공군의 지원을 받고 있었다.
두 번째로 탄생한 조직은 소모사 시대 마나과의 의회 궁전 점령 사건을 주도했던 "세로 사령관 (코만단테 세로)"은 원래 FSLN 사령관 에덴 파스토라가 이끌고 비공식적으로 코스타리카를 기지로 하여 남부에서 공격을 한 민주혁명동맹 (Democratic Revolutionary Alliance, ARDE)으로 병력은 2,000명 – 3,000명 수준이었다.
세 번째로 탄생한 조직은 카리브해 연안의 원주민 미스키토, 수모와 라마 아메린디언 부족을 주체로 한 ‘미수라사타’(MISURASATA)였다. 이들은 산디니스타 민족해방전선(스페인어: Frente Sandinista de Liberación Nacional, 또는 FSLN) 정권의 스페인어 교육 등 동화 정책과 강제 이주 정책에 반항하여 봉기하였다. 이들은 산디니스타 정권이 1984년에 미스키토 족에게 자치권을 인정하고 1985년 5월에 화해가 이루어져 정전에 합의했다.
미국 당국의 콘트라 반군 조직 통일 시도로써 1985년 6월에 아돌포 칼레로, 아르투로 크루즈, 알폰소 헤벨로 등의 주도로 니카라과 야당 연합(UNO)이 결성되었다. UNO가 1987년 초에 해체되며 그해 5월 니카라과 레지스탕스(Nicaraguan Resistance, RN)가 결성되었다.
이렇게 저강도 분쟁을 행하는 그들을 레이건 대통령은 ‘자유의 전사’라고 불렀으며, 니카라과 정권에 대한 공격을 찬양했다. 니카라과의 다니엘 오르테가 대통령은 "레이건은 테러리스트다"라고 발언했다.
이란-콘트라 사건에 의해, 레이건 정권의 원조가 어려워진 시기에 통일교 지도자, 문선명은 레이건 행정부의 요청을 받아 창설한 신문 《워싱턴 타임스》에서 콘트라에 대해 1,400만 달러 (당시 환율로 약 35억원)을 지원하겠다고 제안했다.
1988년 3월 23일 코스타리카의 중재로 사포아 휴전 합의가 이루어지고 추가 합의를 통해 콘트라의 무장 해제와 재통합이 결정되었다. 이 합의에 따라 국제 감시 하에 선거가 치러졌으며, 1990년 2월 25일 실시된 선거에서 국민 야당 연합의 비올레타 차모로가 다니엘 오르테가를 물리치고 대통령에 당선되었다. 일부 콘트라 분자와 산디니스타의 일부가 1990년대의 단기간 무장 반란을 일으켰으나, 모두 무장 해제하도록 설득되었다. 해산 후에도 일부 전직 군인이 레콘트라를 결성해 저항을 계속했다.

## 같이 보기
- 이란-콘트라 사건